# 萨尔5型护卫舰
萨尔5型护卫舰（英語：Sa'ar 5-class）是萨尔4.5型导弹艇之后服役的一种护卫舰，是以色列海军在薩爾6型護衛艦服役前，最大型的水面戰鬥艦。该型舰共有“埃拉特”、“拉哈维”和“哈尼特”三艘。

## 概述
1967年埃及导弹艇击沉以色列驱逐舰埃拉特号后使得以色列在之后的三十年间放弃了发展大中型水面舰艇的念头，转而发展轻巧灵活但火力可畏的导弹艇身上，因此诞生了萨尔2、萨尔3、萨尔4等导弹快艇。1980年代爆发的第五次中东战争中以色列虽然大获全胜，但是也暴露出以色列海军导弹艇在使用上的缺陷（难以长时间海面巡逻和支援陆地战场）。 1983年以色列为决定发展新型护卫舰，1988年3月，美国正式接下以色列的这笔生意，由洛克威尔和英戈尔斯负责设计建造，1990年完成设计，1992年首舰开工。由于连同武器船电装置每艘萨尔-5型的造价将近4亿美元，因此以色列将采购数量从原本的6艘缩减至3艘。

## 性能
船长85.64米，满排1,227吨。该舰是以海军最早搭载直升机的战斗舰只，装有法国的“黑豹”直升机用于反潜。武器装备为8枚鱼叉导弹，以及一門方陣近迫武器系統，32枚防空用闪电-8飛彈，和六枚Mk 32鱼雷发射管，可发射Mk 46型魚雷。

## 戰史
哈尼特号在2006年黎巴嫩战争中被真主党导弹击中后部水线附近，阵亡四名水兵，以海军认为是C-802导弹。

## 同级舰艇列表
| 艇名     | 下水日期  | 服役日期      | 狀況   |
| -------- | --------- | ------------- | ------ |
| 埃拉特号 | 1993年2月 | 1994年5月21日 | 服役中 |
| 拉哈维号 | 1993年8月 | 1994年9月23日 | 服役中 |
| 哈尼特号 | 1994年3月 | 1995年2月7日  | 服役中 |

## 圖集

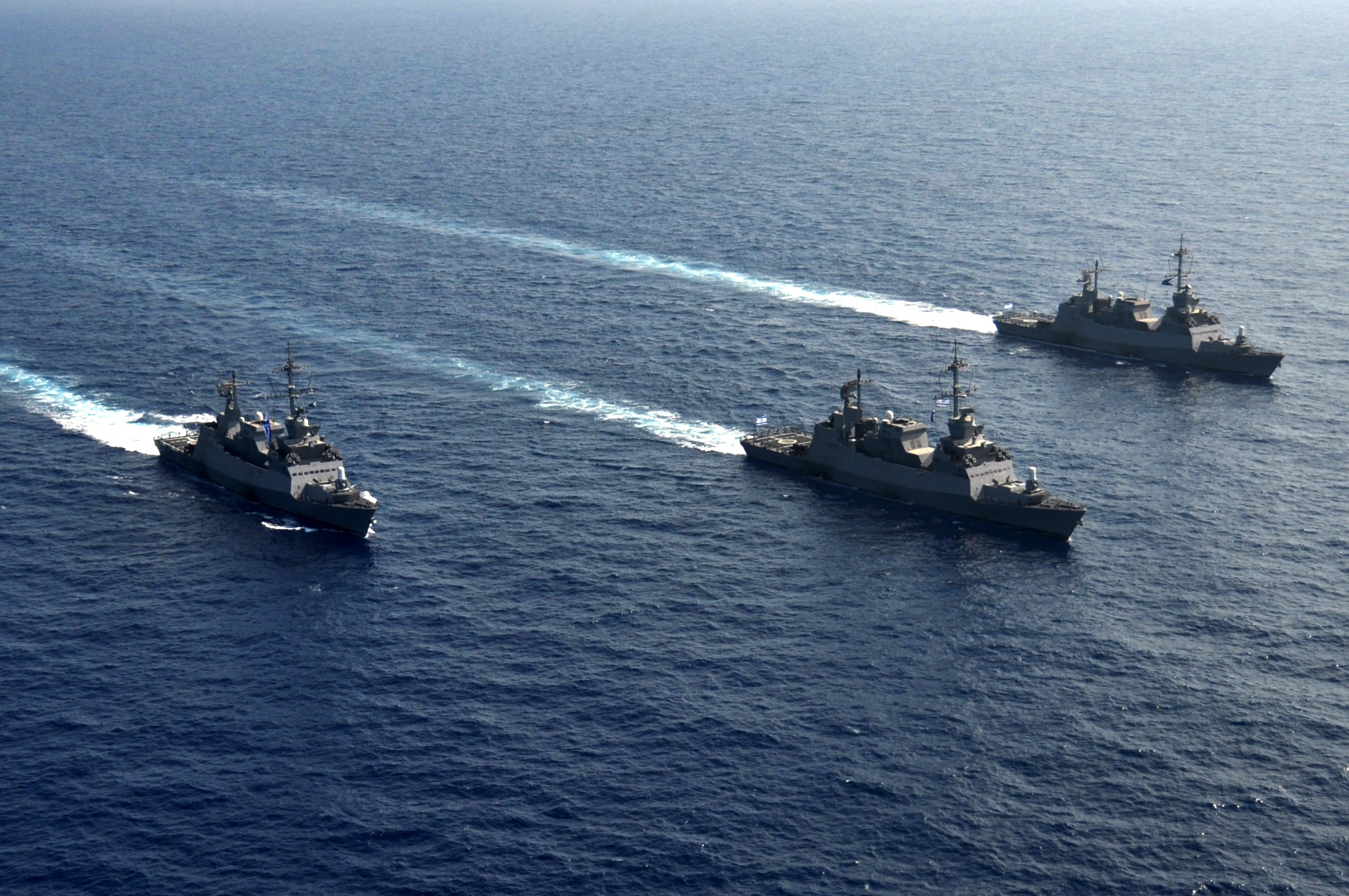
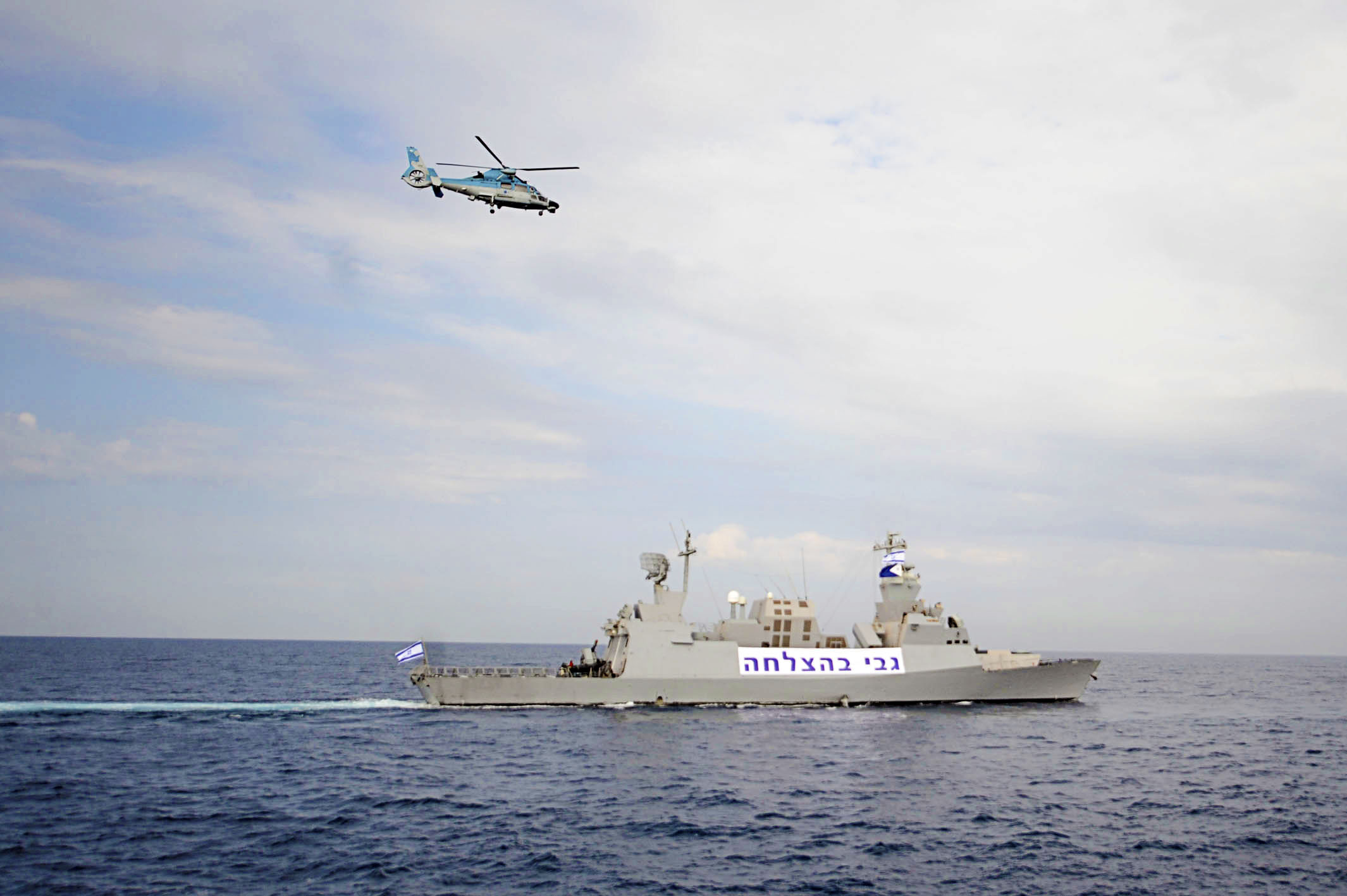
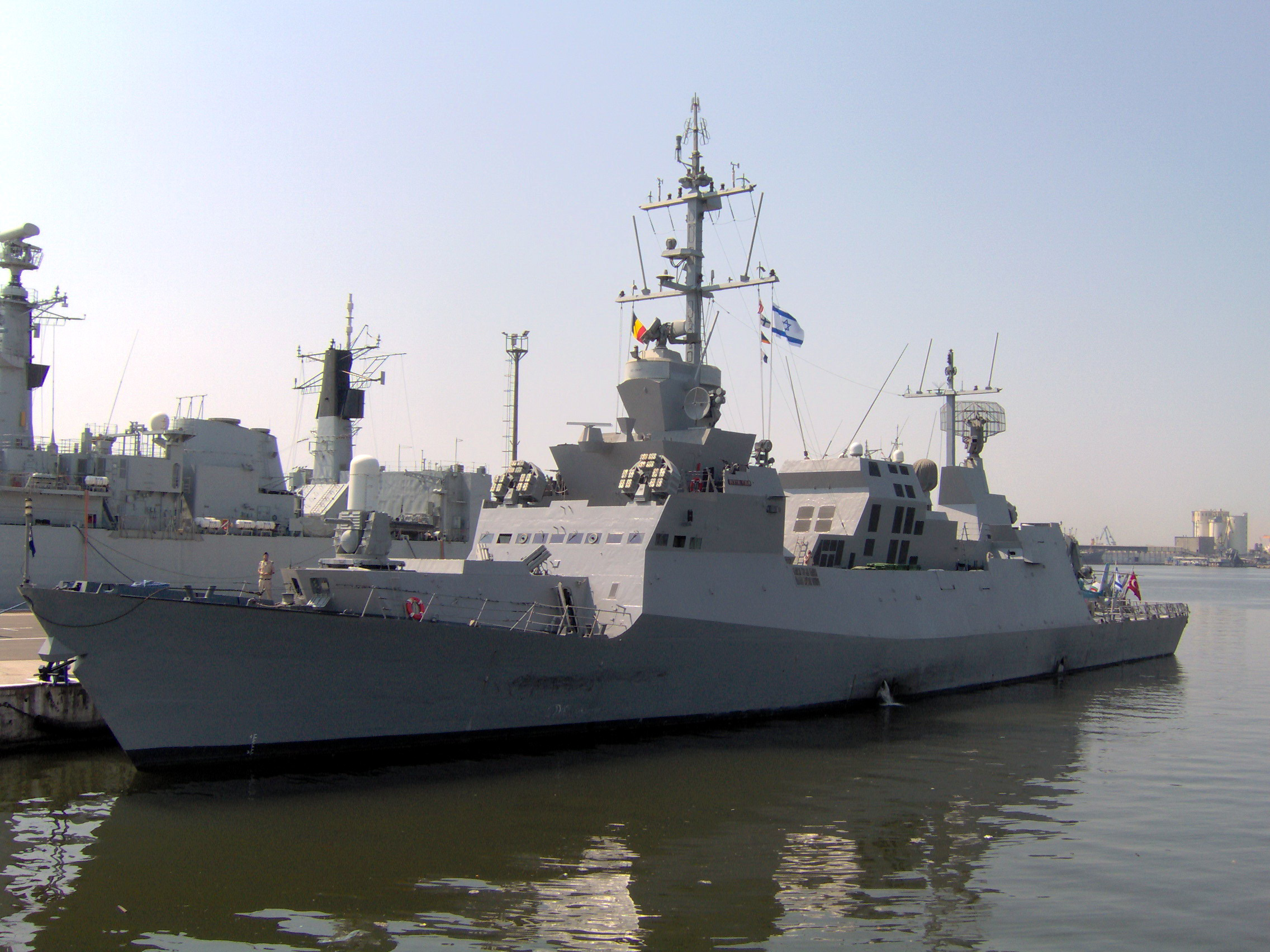
Eilat號
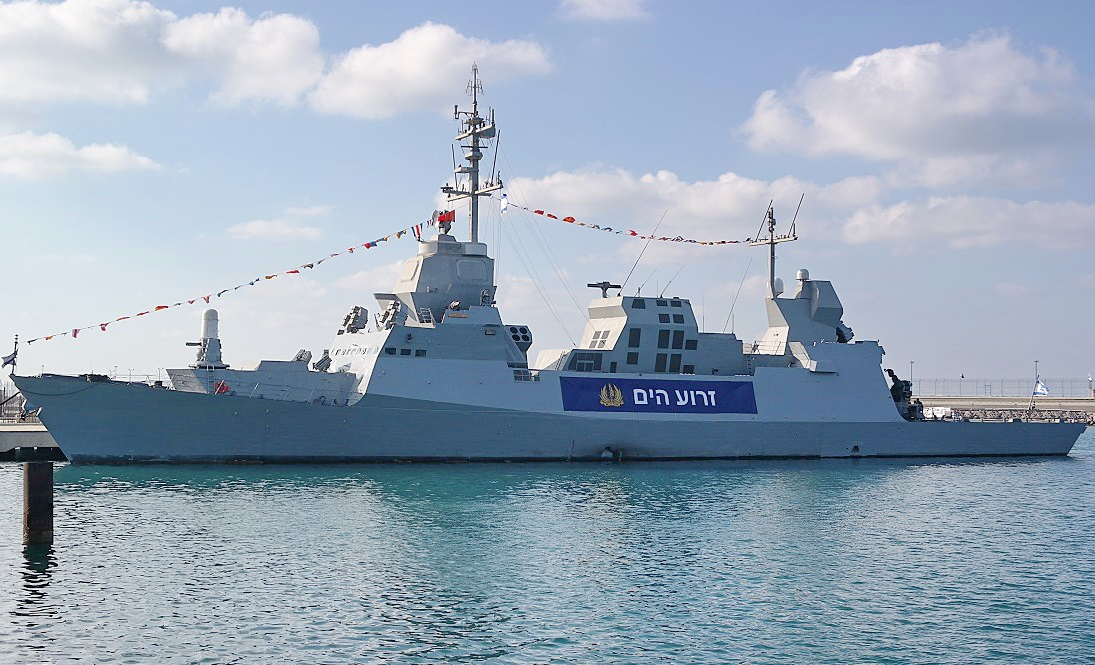
Lahav號
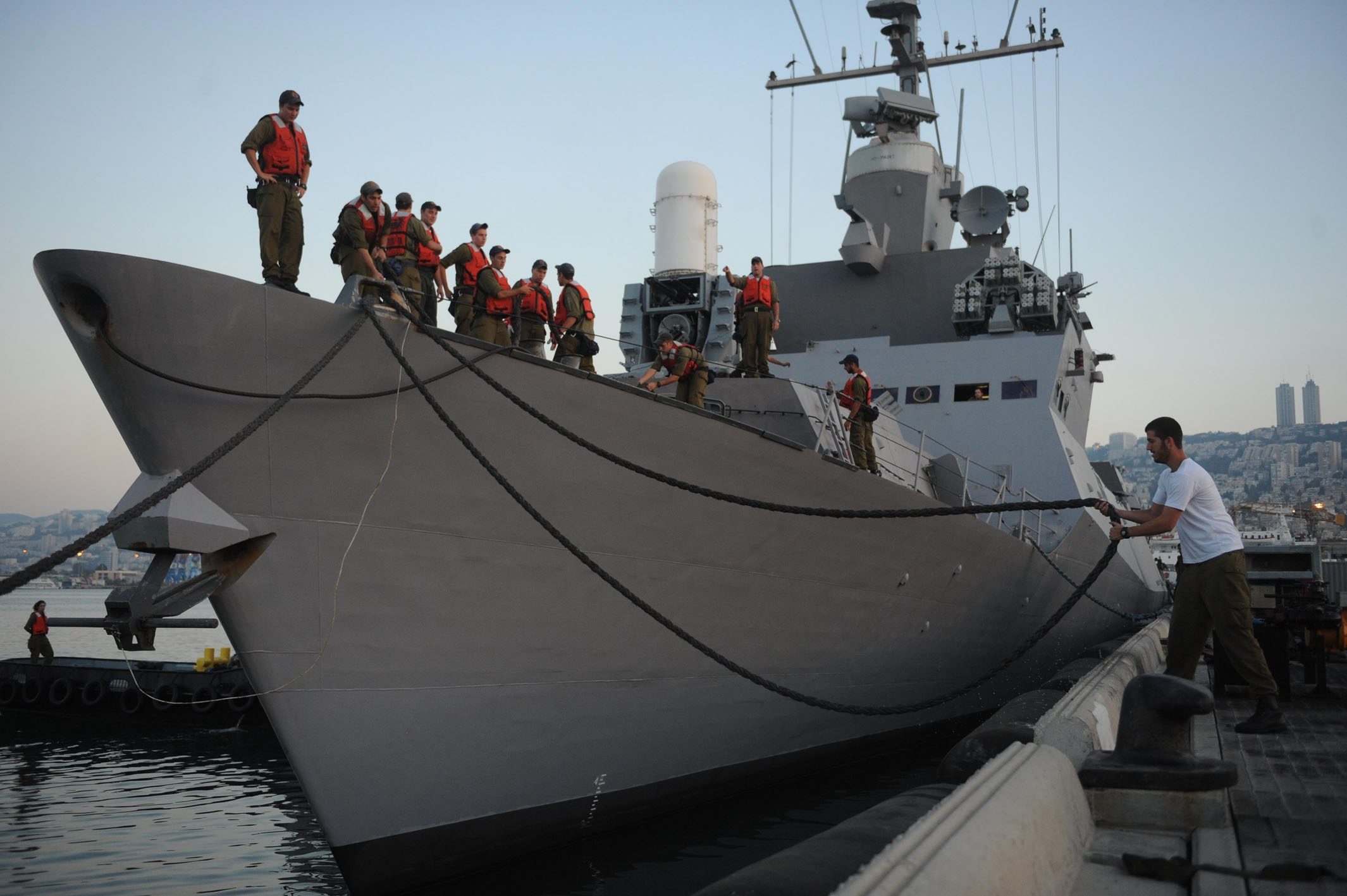
Hanit號

## 外部連結
- www.dtig.org Russian/Soviet Sea-based Anti-Ship Missiles (pdf)